# 德聶伯河歐白魚
德聶伯河歐白魚（学名：Alburnus danubicus）为輻鰭魚綱鯉形目雅羅魚科的其中一種，分布於歐洲羅馬尼亞及保加利亞淡水流域，體長可達20公分，棲息在低地河流，生活習性不明。

## 扩展阅读
維基物種上的相關：德聶伯河歐白魚